# Quante volte (singolo)
Quante volte è un singolo del cantautore italiano Vasco Rossi, il settimo estratto dal diciassettesimo album in studio Sono Innocente e pubblicato l'11 settembre 2015.

## Video musicale
Il videoclip, scritto e diretto da Fabio Masi, è tratto dal documentario Il decalogo di Vasco ed è stato pubblicato il 10 settembre 2015 attraverso il canale YouTube del cantautore. Per tutta la durata del video viene mostrata un'inquadratura in primo piano di Rossi intento a cantare il brano.

## Formazione
- Vasco Rossi - voce
- Mattia Tedesco - chitarra acustica, chitarra elettrica, percussioni
- Claudio Golinelli - basso
- Alessandro Cosentino - percussioni
- Tommy Ruggiero - percussioni
- Giordano Mazzi - programmazione
- Celso Valli - tastiera, pianoforte
- Paolo Valli - batteria, percussioni